# 酢浆草目
酢浆草目 （页面存档备份，存于）是根据APG II 分类法属于被子植物中双子叶植物纲下蔷薇分支的一个目的植物通称。

## 分類
根据以前克朗奎斯特分类法，酢浆草科是分到牻牛儿苗目，其余各科属于蔷薇目，最后两科在APG 分类法中是属于孔药花科的两个属。
包括下列7科：
- 酢浆草科 Oxalidaceae
- 牛栓藤科 Connaraceae
- 杜英科 Elaeocarpaceae
- 火把树科 Cunoniaceae
- 土瓶草科 Cephalotaceae
- 瓣裂果科 Brunelliaceae
- 蒜树科 Huaceae

## 备注
1. ↑  酢浆：古代一种含有酸味的饮料。见《汉典》词条：【酢浆】。民间误将“浆”写作“酱”，查无根据，不宜采用。